# The Ropestylers
 (juin 2020).

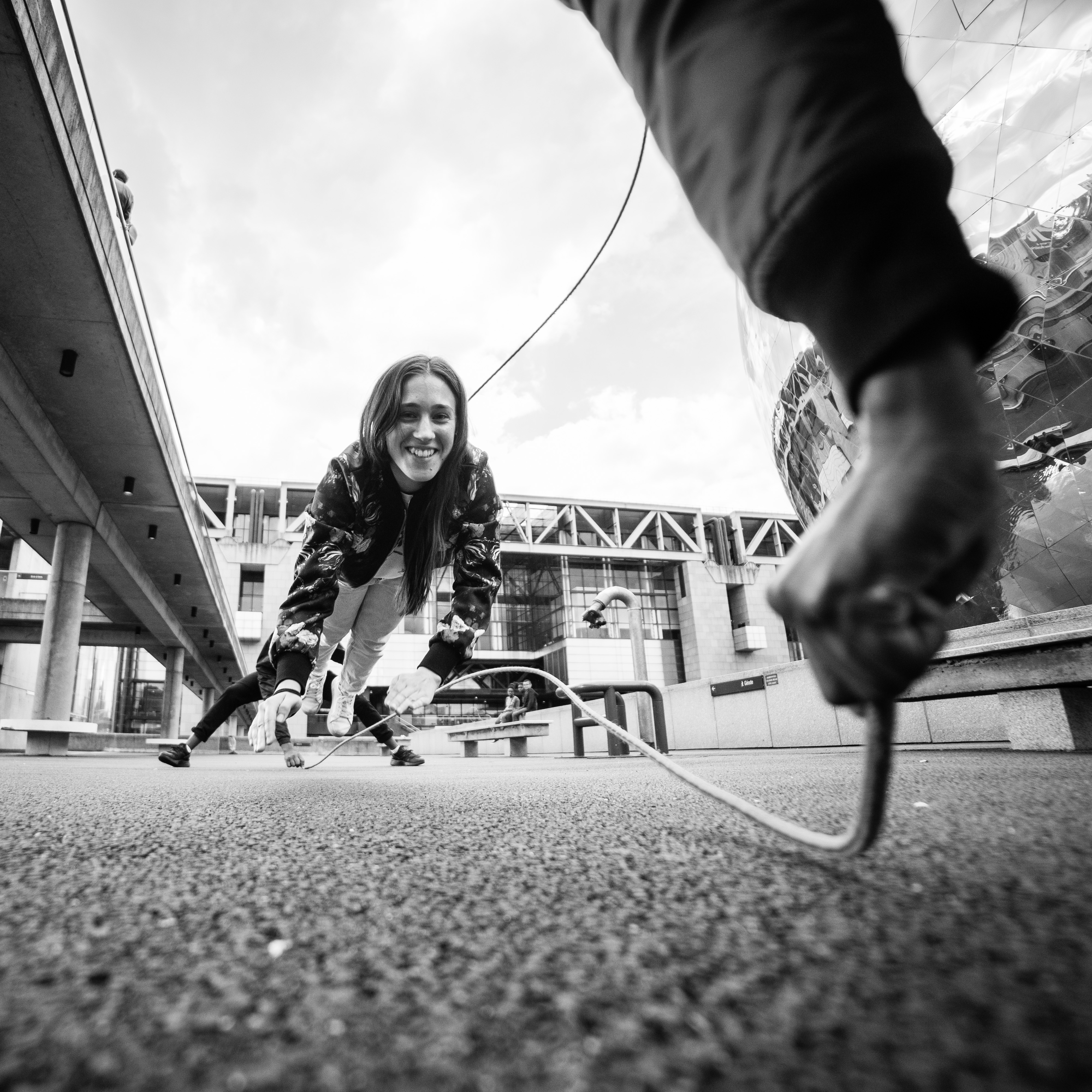
Double Dutch - Pompes dans les cordes

The RopeStylers est une équipe professionnelle spécialisée dans la pratique du Double Dutch. 
Le groupe a été créé en 2007. Il est le résultat d’une fusion entre des personnes qui pratiquaient déjà d’autres disciplines sportives et artistique, comme le Break Dance, la Gymnastique et le Tricking.
Le groupe était essentiellement masculin à ses débuts. Mais progressivement, la nécessité d’avoir de la mixité au sein du groupe s’est imposée. Pour pallier ce déséquilibre social, des pratiquantes de Double Dutch ont été recrutées. 

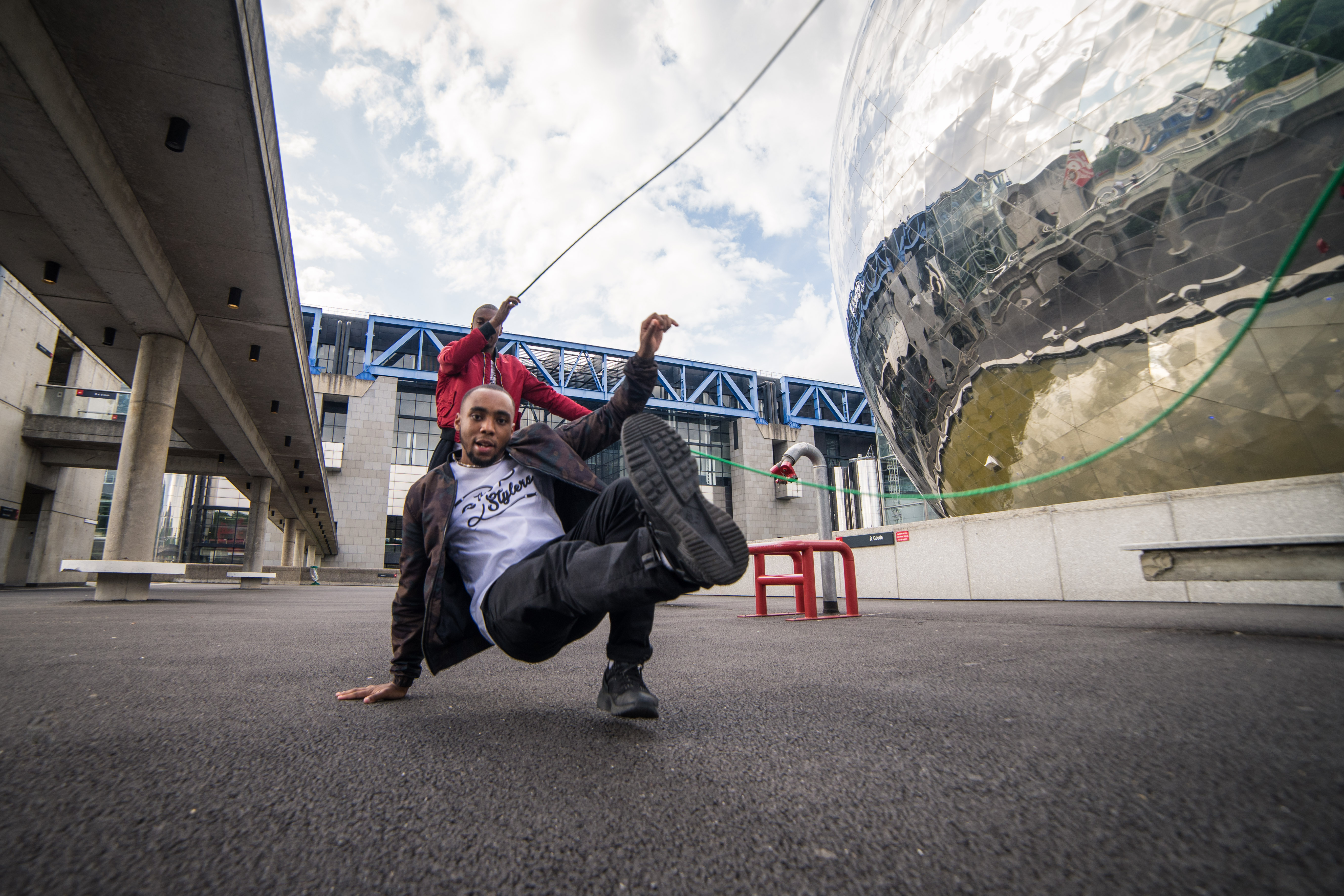
Double Dutch - Break Dance dans les cordes

Depuis quelques années[évasif], ils parcourent la France et le monde et se produisent sur des petites, moyennes et grandes scènes.  

## Membres[1]
- Steve Carter alias SteveCarter75 : Consultant digital et manager de l’équipe. Il veille à l'organisation matérielle des spectacles, concerts, rencontres sportives et gère la vie professionnelle et les intérêts du groupe.
- Pauline Godezenne alias Popogoropestylers : Artiste et danseuse professionnelle. Elle a plusieurs cordes à son arc, comme le Waacking, le Hip hop, la House dance, etc. et développe son propre style.
- Jefferson Janvier alias Jeffropestylers : Modèle et artiste, il s’est spécialisé dans le Toprock (tiré du breakdance).
- Brandon Mongila alias Brandonropestylers : Modèle, artiste et acrobate. Il est spécialisé dans le Tricking (arts martiaux acrobatiques).

## Palmarès

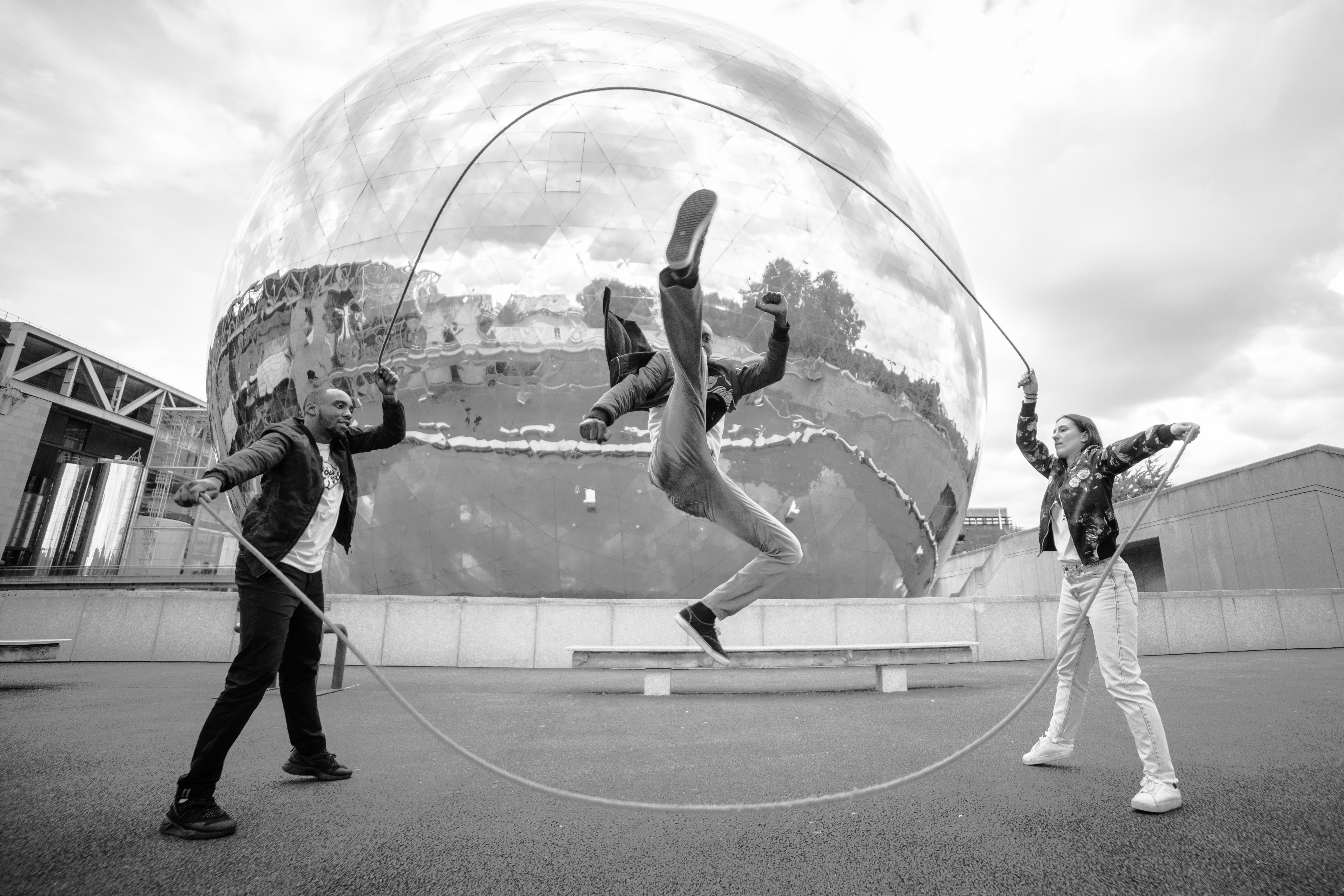
Double Dutch - Tricking dans les cordes

Il a été étoffé au fur et à mesure, grâce à leurs diverses participations en compétitions nationales et internationales. L’équipe participe chaque année au Double Dutch Contest, la plus grande compétition de cette discipline, en France.  

### National

#### Compétitions
En 2014, The RopeStylers a été finaliste de l’évènement Battle de OUF de Double Dutch. En 2015, l’équipe s’est hissée sur les marches du podium en occupant la 3e place de la Section Show et la 2e place en Battle du Double Dutch Contest France. C’est à partir de 2016 que l’équipe gagne la première place du Double Dutch Hip Hop Contest dans la Section Vitesse. 
Entre 2016 et 2019, The RopeStylers a été primé à toutes ses participations, et ce dans diverses catégories. Il a également reçu, la même année, la première place au Double Dutch Challenge.
Ils ont également participé à d’autre concours comme « Start Talent » où ils ont été finaliste (2015) et la même année, à « Nanterre a un talent d’OUF » où ils sont arrivés en 2e position. Dernièrement, ils ont été jusqu’en final du concours « Révèle ton talent » du Crédit agricole (2019).

### International
L’équipe possède aussi un palmarès prestigieux à l’international. Ses premières participations au Double Dutch Constest World en 2014 se sont soldées par une 16e place mondiale au Japon sous le nom de Jeu2cordes. La même année, le groupe arrache la 3e place au Double Dutch Contest Belgium. 
En 2015, The RopeStylers a participé au Double Dutch Holiday Classic, à New York, où il termine 6e et également 5e du Double Dutch Contest Belgium. 

## Expériences artistiques

### Clips Musicaux
The RopeStylers ne participe pas qu’aux compétitions ! Leur renommé leur vient principalement de la scène artistique. Ils font la promotion de leur art en l’exposant à travers divers supports. Ainsi vous avez déjà dû les voir à travers des clips musicaux tels que :
- Bana C4 en featuring Fabregas - Dokoloss (2015)
- Génération X Label World Premier (2015)
- Chris Cab & Willy William - Paris (2016)
- Dycosh & Jessy Matador - Équilibre (2016)
- Yonn – 73MP5 (novembre 2018)
- Billet d'humeur – Hollywood (2019)

## Publicité TV et dDigitales
Ils ont participé à la réalisation de plusieurs spots : 
- Publicité Digitale pour Lee Europe
- La publicité Creativity-The Answer de Adidas pour la Coupe du monde 2018
- La publicité Never Stop Improving de Mercedes en juillet 2018
- La publicité pour le T8MAC en décembre 2018
- Publicité Digitale pour Hoover en janvier 2019
- La publicité « Himalaya Heights » de Christian Louboutin en septembre 2019
- La publicité pour le Big de GLadalle en octobre 2019
- La publicité pour la STORM 96 de Lacoste, avec MAD Officiel, réalisée début 2020
- Un jingle pub pour la chaîne de télévision France 5, diffusé à partir de janvier 2021

### Prestations Artistiques
En 2015, ils ont fait une prestation au Quai Branly de Paris.  
En 2016, ils étaient présents lors du show pour l’inauguration du nouveau terrain de basket de Nanterre. En 2017, ils ont performé lors du défilé « 4 éléments » pour M.I.C. au Mans, ainsi que pour la marque Animal Skull.   
En 2018 et 2019, ils ont fait la tournée des festivals sur la scène Radar (FreestyleCup, Le Fise, Solidays, Les Eurockéennes, Lolapalooza).   
Ils ont animé les matchs de FIBA 3x3 en Lausanne en 2018.   
En juin 2019 Ils ont animé le Motor Village des Champs Élysées lors de l’événement organisé par Jeep. Ils ont également fait une animation lors de l'inauguration du parc de Beaumont à Pau
En septembre 2019, ils ont participé à l’un des show Adidas. Il s’agissait du lancement Ozweego au Théâtre Marigny Paris. Enfin, ils ont également fait, plusieurs fois, la première partie du One man show de Richard Orlinski à la Comédie de Paris en fin d’année 2019.  
Ils ont également participé à l’animation lors de soirées pour Digital College. Et en 2015, 2017 et 2019, ils sont montés sur la scène de Paris Manga.  

### Apparitions Télévisés
Ils sont également passé  dans l’émission Je t'aime, etc. du 9 mars 2020.